# Pereybère

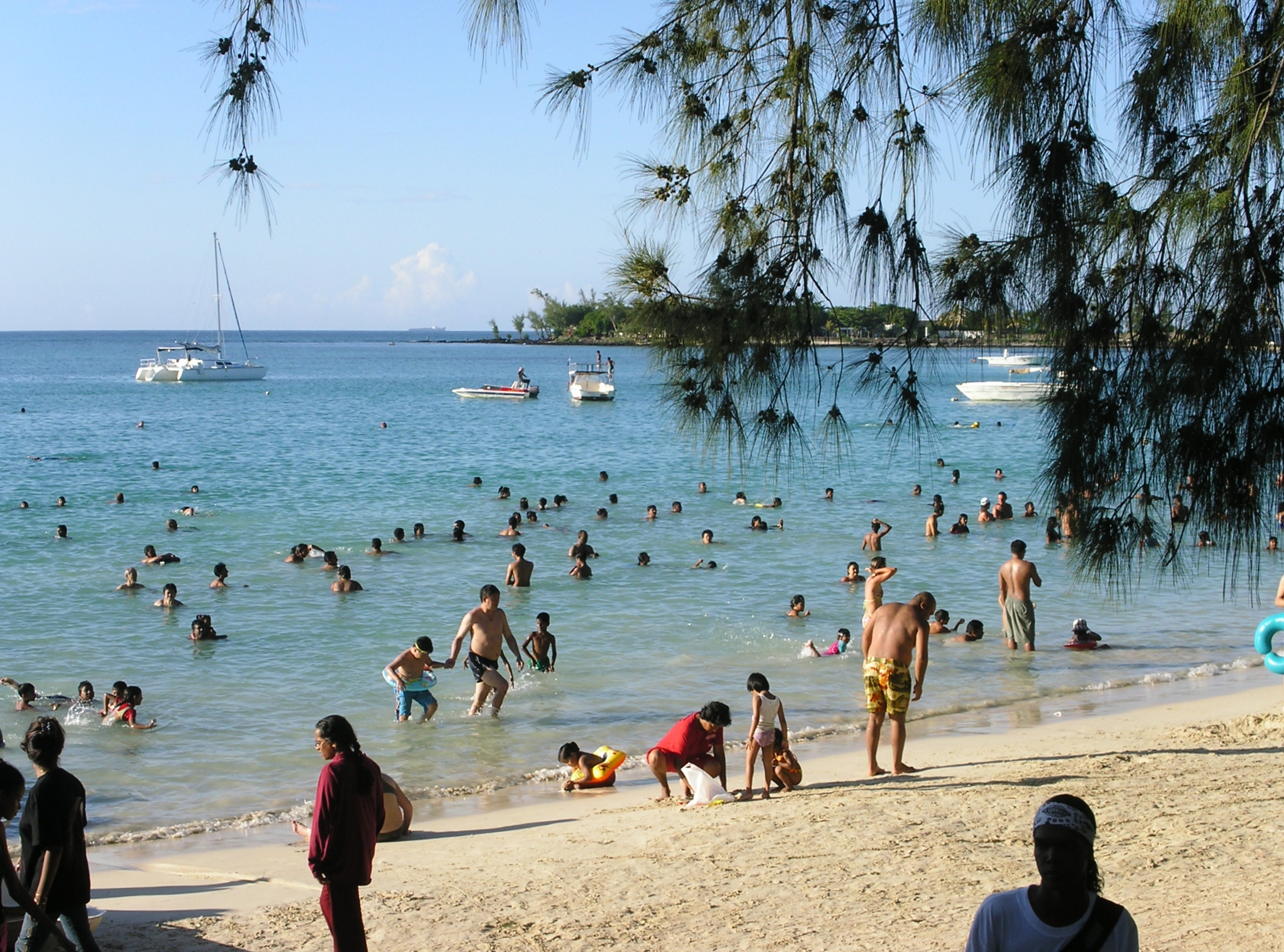
Plage publique de Pereybère.

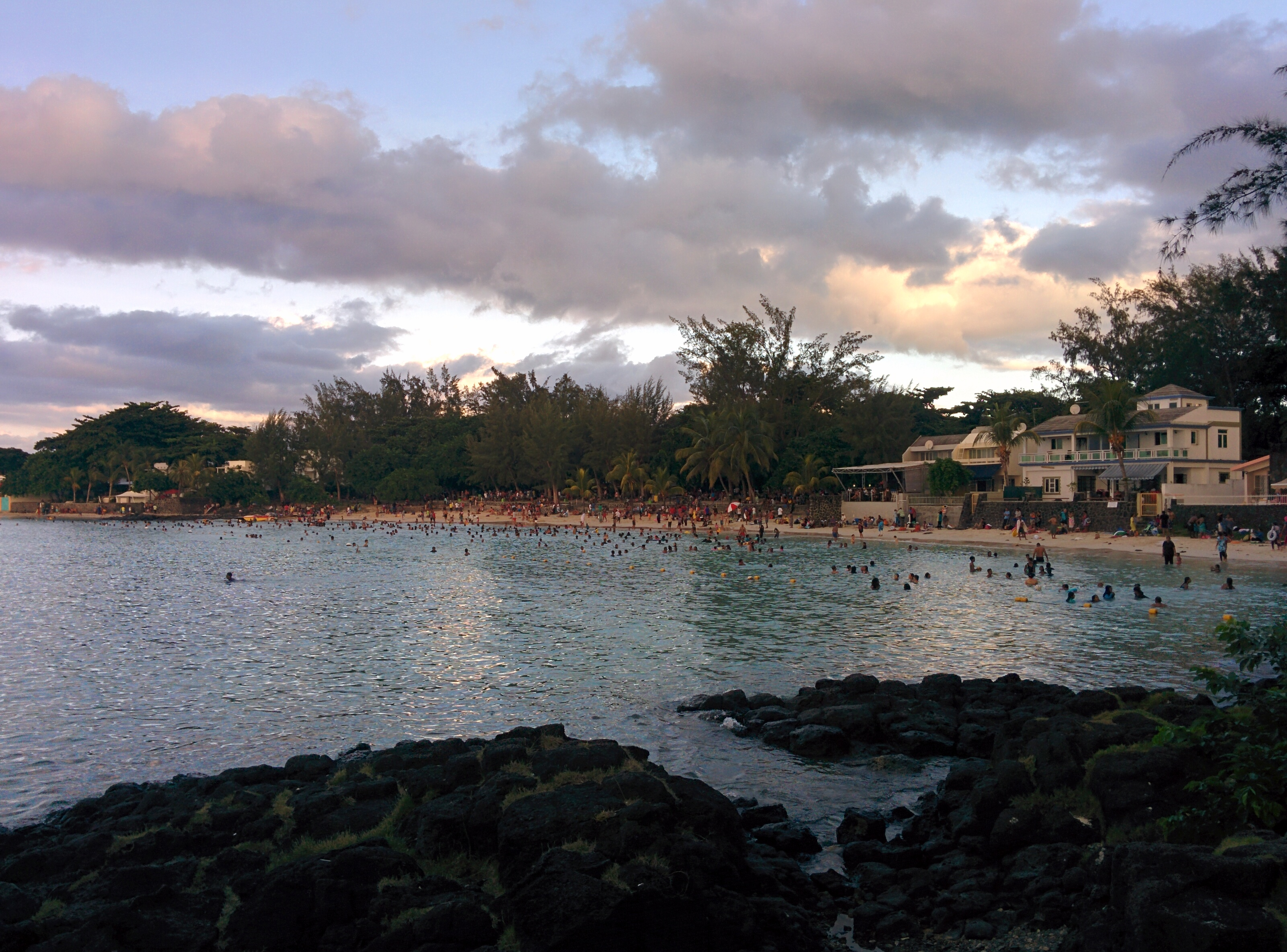
Vue de la baie de Pereybère.

Pereybère est le nom de la partie Est au-delà  du littoral de Grand Baie au nord de l'île Maurice. Son nom provient de celui de son propriétaire, Charles Pereybère (1816-1883), qui acquiert les terrains en 1845, représentant un tiers du littoral entre Grand Baie et le littoral de la baie de Pereybère.
En 1915, les terrains sont divisés : le domaine sucrier de La Salette s'étend sur 629 arpents, tandis que celui de Pereybère s'étend sur 703 arpents. Ce dernier est acheté par Monsieur Georges Castel en 1929.
Jusqu'au milieu des années 1930, les plages sont sauvages, car auparavant infestées, dès la nuit tombée, par les moustiques porteurs du paludisme. Les progrès de la médecine permettent aux familles de franco-mauriciens d'y installer des « campements » (nom local pour des cabanons de villégiature) pour la baignade et l'accès aux plages est facilité. Dans les années 1940, la côte est lotie et au fil des ans des campements « en dur » sont construits, mais moins luxueux que ceux qui bordent Grand Baie. Des hôtels sont construits comme Mauricia.
C'est un lieu plus familial du tourisme mauricien.
En retrait du village se trouve le cimetière de Pereybère.